# Mílatos
Mílatos (en griego, Μίλατος) es un pueblo de Grecia ubicado en la isla de Creta. Pertenece a la unidad periférica de Lasithi, al municipio de Agios Nikolaos y a la unidad municipal de Vrajasi. En el año 2011 contaba con una población de 178 habitantes.

## Historia y arqueología de la zona
En el territorio de Mílatos se han encontrado restos arqueológicos que abarcan desde finales del Neolítico hasta el periodo helenístico y que incluyen los periodos de la civilización minoica. Hay tres asentamientos prehistóricos en la zona, denominados Mílatos I, Mílatos II y Mílatos Kastello. El lugar llamado Mílatos Kastello, donde se ha encontrado cerámica desde los periodos neolítico final o minoico antiguo I hasta el periodo helenístico, fue la acrópolis del antiguo asentamiento, aunque sus construcciones no estaban en la cima de la colina, sino en la ladera occidental. La necrópolis de Agios Fanurios está asociada a este asentamiento.
Estos antiguos asentamientos suelen identificarse con la ciudad cretense que en fuentes literarias antiguas, como en la Ilíada de Homero, se denominaba Mileto, pero tal identificación no es segura ya que también se ha propuesto la identificación de el antiguo Mileto con Malia.

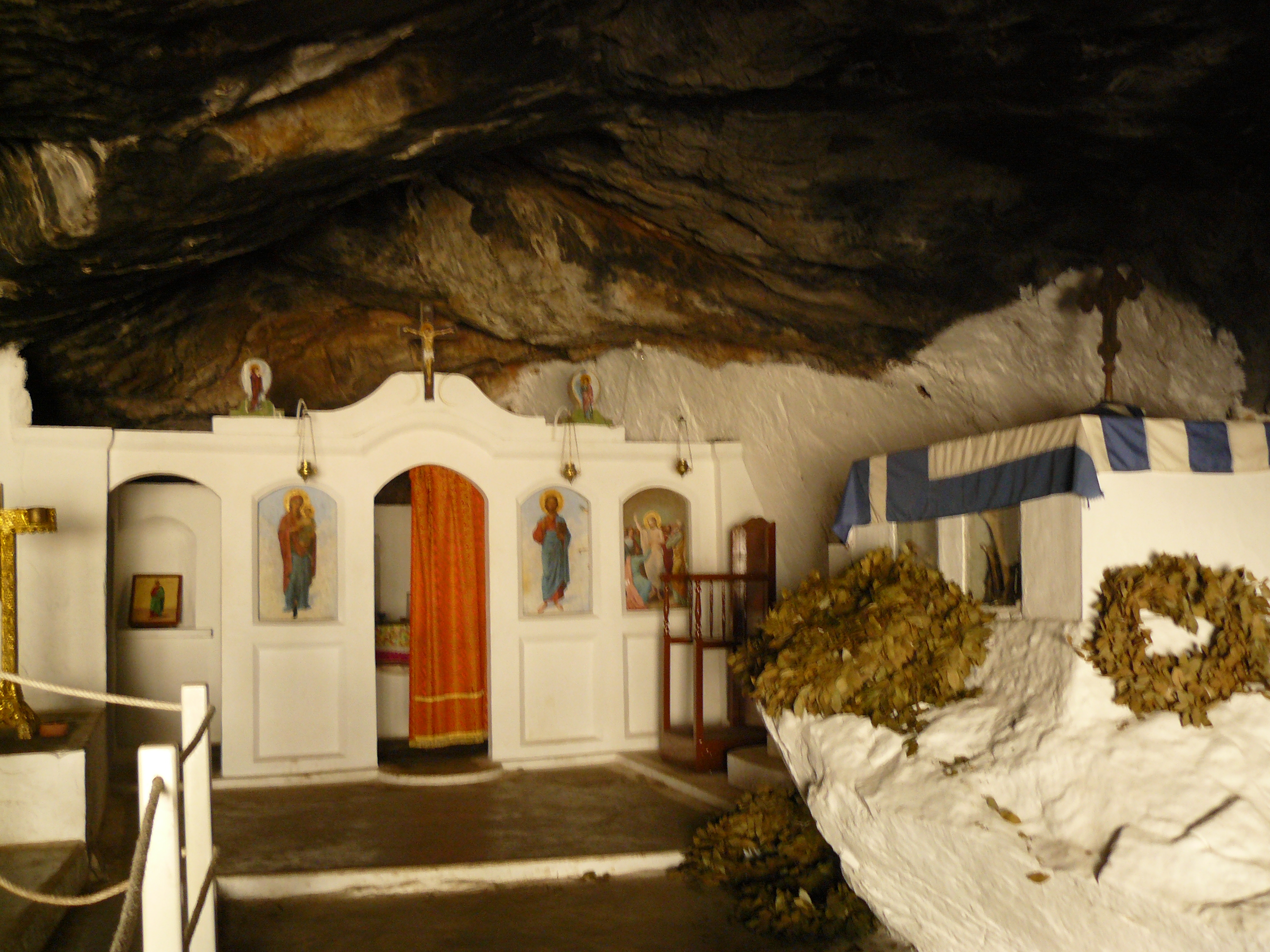
Capilla en el interior de la cueva de Mílatos.

Por otra parte, la llamada «cueva de Mílatos», ubicada en una garganta a unos 3 km al noreste del pueblo, contiene restos del periodo neolítico, como decoraciones litográficas. En esta cueva se produjo, en febrero de 1823, durante la guerra de independencia de Grecia, una tragedia cuando se refugiaron en la cueva numerosos habitantes del lugar. El ejército del Imperio Otomano, dirigido por Hassan Pasha, trató de que los refugiados abandonaran la cueva pacíficamente y se rindieran pero estos se negaron. Tras unos días de asedio, los otomanos prendieron fuego a la entrada de la cueva, con lo que esta se llenó de humo y los ocupantes de la cueva tuvieron que salir pero muchos murieron. En homenaje a los fallecidos, se realizó una inscripción en la entrada de la cueva y se construyó una capilla y un osario.